# 哲學分析
哲學分析是西方哲學界在哲學分析傳統中涉及「拆解」(例如: 分析)的哲學議題最典型的眾多應用技巧的一個通稱。其中，幾乎無爭議地將概念分析視為最卓越的一種技巧。
依靠對事物，事件，人物，現象以及一切有形和無形的形而上，形而下的物質與非物質，現象與非現象進行的俱備嚴謹或者必要性發散的思維方式的整個探求和發現的行為軌跡，即是哲學分析。